# مزده (خلیل‌آباد)
مزده روستایی از توابع بخش مرکزی شهرستان خلیل‌آباد در استان خراسان رضوی ایران است.
فعالیت اکثر مردم روستا کشاورزی می‌باشد. محصولات اصلی کشاورزی در روستا مزده، انگور، کشمش و زعفران است.

## جمعیت
این روستا در دهستان حومه قرار دارد و براساس سرشماری مرکز آمار ایران در سال ۱۳۸۵، جمعیت آن ۲٬۳۳۲ نفر (۶۲۷خانوار) بوده است.